# Morgan Bertsch
Morgan Bertsch (ur. 20 kwietnia 1997 w Santa Rosa) – amerykańska koszykarka występująca na pozycjach silnej skrzydłowej lub środkowej, obecnie zawodniczka Chicago Sky.
1 lipca 2020 została zawodniczką Pszczółki Polski-Cukier AZS-UMCS Lublin.
15 lutego 2021 dołączyła do Connecticut Sun na czas obozu treningowego.
27 maja 2021 zawarła umowę z VBW Arką Gdynia. 18 kwietnia 2023 została zawodniczką Chicago Sky.

## Osiągnięcia
Stan na 4 czerwca 2023, na podstawie, o ile nie zaznaczono inaczej.

### NCAA
- Uczestniczka rozgrywek:
  - turnieju NCAA (2019)
  - Elite 8 turnieju WNIT (2018)
  - Sweet 16 turnieju WNIT (2017, 2018)
- Mistrzyni:
  - turnieju konferencji Big West (2019)
  - sezonu regularnego Big West (2017–2019)
- Wicemistrzyni turnieju konferencji Big West (2016, 2018)
- Zawodniczka:
  - roku konferencji Big West (2019)
  - tygodnia Big West (26.12.2016, 13.11.2017, 12.02.2018, 19.11.2018, 10.12.2018, 7.01.2019, 21.01.2019, 11.02.2019, 4.03.2019)
- MVP turnieju konferencji Big West (2019)
- Zaliczona do:
  - I składu:
    - Big West (2017–2019)
    - turnieju Big West (2016, 2018, 2019)
    - najlepszych pierwszorocznych zawodniczek Big West (2016)
    - defensywnego Big West (2019)
    - Big West Conference All-Academic Team (2016–2019)

  - II składu Big West (2016)

### Drużynowe
- Mistrzyni Belgii (2023)[6]
- Brązowa medalistka mistrzostw Polski (2022)[7]
- Zdobywczyni Pucharu Belgii (2023)[6]

- Finalistka:
  - Pucharu Polski (2022)[8]
  - Superpucharu Polski (2021)[9]
- Uczestniczka rozgrywek Eurocup (2019/2020)

### Indywidualne
(* – nagrody przyznane przez portal eurobasket.com)
- MVP kolejki ligi rosyjskiej PBL (2x – 2019/2020)
- Najlepszy skrzydłowa ligi belgijskiej (2023)*[6]
- Zaliczona do*:
  - I składu:
    - ligi belgijskiej (2023)[6]
    - zawodniczek zagranicznych ligi belgijskiej (2023)[6]

  - III składu ligi rosyjskiej (2020)